# Union de la droite nationale
Pour les articles homonymes, voir UDN.

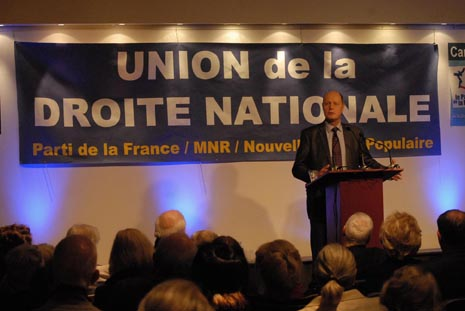
Carl Lang lors d'une réunion de l'UDN.

L'Union de la droite nationale (UDN), appelée un temps Comité de liaison de la résistance nationale, était une confédération politique française, fondée notamment sous l'impulsion de Carl Lang. Elle regroupait plusieurs formations d'extrême droite (Mouvement national républicain, Nouvelle droite populaire et Parti de la France).

## Historique

### Création
Le 13 septembre 2011, Carl Lang annonce qu'il sera le candidat de la droite nationale à la présidentielle de 2012. Cette droite nationale regroupe des partis d'extrême droite comme le MNR d'Annick Martin, la Nouvelle droite populaire (NDP) de Robert Spieler, le PDF de  Carl Lang, Terre et Peuple de Pierre Vial et d'anciens membres du FN. L'Union de la droite nationale est présentée officiellement le 8 novembre 2011,. N'ayant pas obtenu les 500 parrainages pour avoir un candidat qui représenterait la coalition à la présidentielle, l'UDN annonce qu'elle présentera 70 candidats lors des législatives de juin.

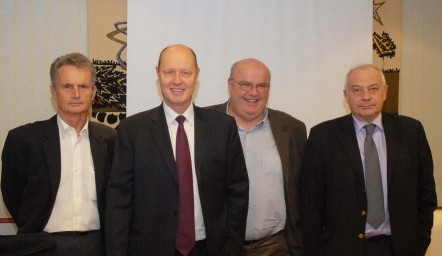
Hubert Savon (MNR), Carl Lang (PDF), Roland Hélie (Synthèse nationale) et Robert Spieler (Nouvelle droite populaire (NDP)).

## Partis membres

### Partis fondateurs
- Mouvement national républicain (MNR)
- Nouvelle droite populaire (NDP)
- Parti de la France (PDF)

### Participation ou soutien
- Cercle national des combattants[6]
- Le Rassemblement pour la France[7] a conclu des accords locaux avec l'UDN lors des élections législatives de 2012.
- Ligue du Sud[8]